# Santa Maria del Divino Amore a Castel di Leva (titre cardinalice)
Le titre cardinalice  Santa Maria del Divino Amore a Castel di Leva  a été établi par le pape François le 28 novembre 2020.
Il est attaché au sanctuaire Santa Maria del Divino Amore situé dans la zone de Castel di Leva, au sud de Rome. C’est un site de pèlerinage très populaire chez les Romains. Il se compose de deux églises. La première a été construite en 1745, la deuxième en 1999 sous l’impulsion de Jean-Paul II.

## Liste des titulaires du titre
- Enrico Feroci (depuis 2020)